# Maasdam

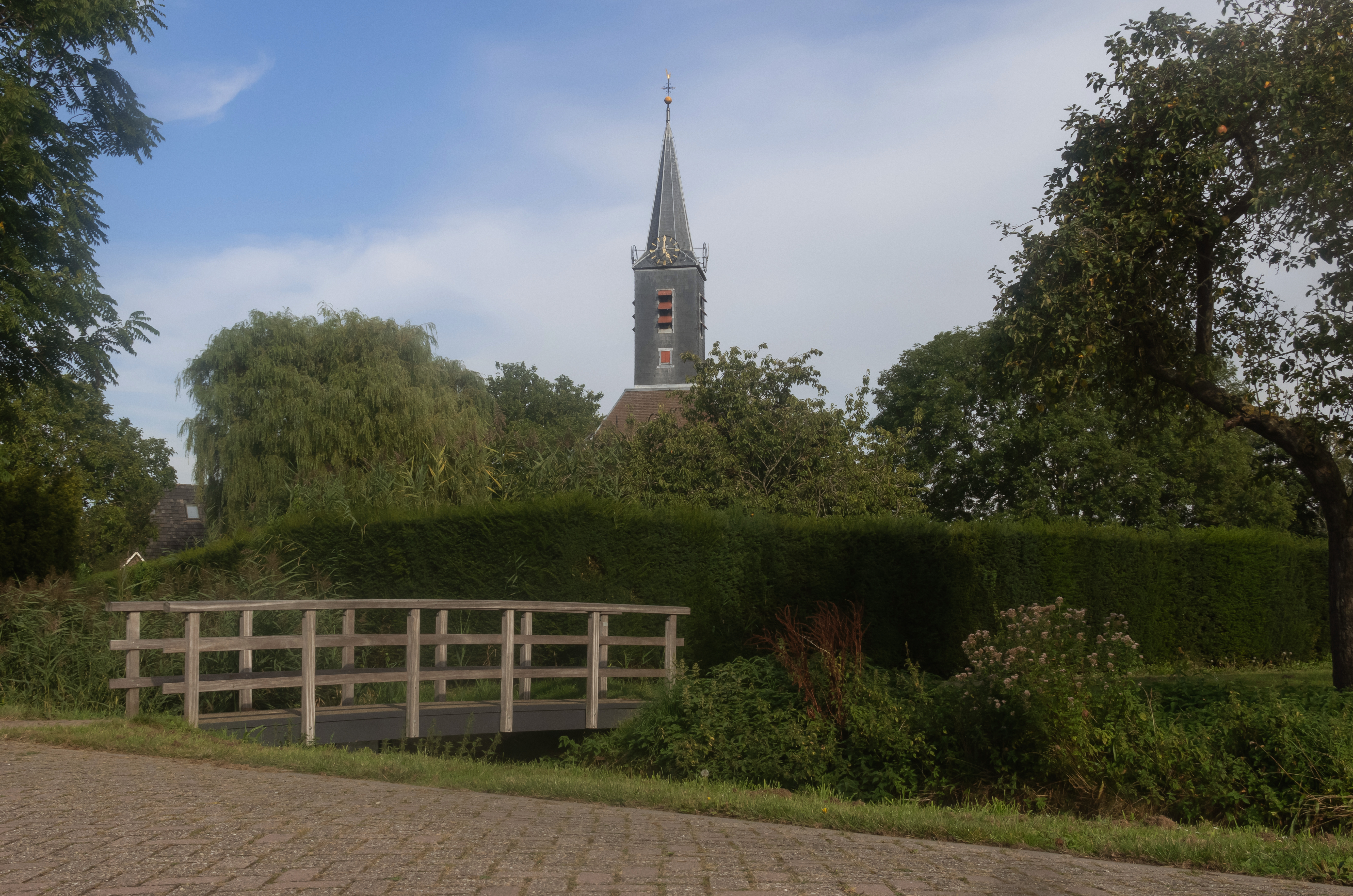
Maasdam, de Kerk

Maasdam is een dorp in de Nederlandse provincie Zuid-Holland. Het is gelegen ongeveer 14 km ten zuiden van de stad Rotterdam in de gemeente Hoeksche Waard. Maasdam is ook de naam van de voormalige gemeente.
Maasdam heeft zijn geografische naam te danken aan de dam die hier in de rivier de Maas werd gebouwd in de 13e eeuw.
Het aantal inwoners per 1 januari 2023 bedroeg 3.265 (bron: CBS). Maasdam ligt aan een van de twee kommen van de Binnenbedijkte Maas. De andere ligt in Westmaas.

## Geschiedenis

### Romeinse Tijd
In de contreien van Maasdam zijn veel vondsten gedaan die erop duiden dat de Hoeksche Waard een belangrijk gebied was voor de Romeinen. Dat kwam door de ligging van de Romeins-Middeleeuwse Maas, waarvan de Binnenmaas nu nog slechts een overblijfsel is. Deze rivier vormde de bovengrens van het Romeinse Rijk, de limes. Bovendien was de Hoeksche Waard in die tijd ook erg dichtbevolkt en welvarend. Deze rivier vormde een strategisch punt voor het Romeinse Rijk. Er zijn rond de dorpen Maasdam, Westmaas en Mijnsheerenland vooral veel militaire vondsten gedaan. Dure mantelspelden (fibulae), een stuk van een zwaardschede, maar ook potten. In 1989 werden in de buurt van de Polderweg in Maasdam een behoorlijk groot Romeins grafveld en een aanlegplaats ontdekt. Bij opgravingen begin 1993 bij de Kromme Elleboog, een weg bij Maasdam, zijn onder meer restanten van een havencomplex aan de noordelijke oever van de Maas, een brug, een dam, Romeinse wegen en verder veel bouwmaterialen gevonden. Dit alles duidde op een grote nederzetting in de Romeinse tijd, vanaf ongeveer 70 na Christus. De Maas, die van oost naar west door de Hoeksche Waard stroomde, werd in de buurt van Maasdam waarschijnlijk al door de Romeinen afgedamd in de eerste eeuw na Christus. De dam was ongeveer vijftig meter breed en liep van de Kromme Elleboog naar de Middelste Kruisweg. Naar aanleiding van de vondsten werden er in 1993 luchtfoto's gemaakt. De Rijksdienst voor het Oudheidkundig Bodemonderzoek concludeerde op basis van deze foto's dat er waarschijnlijk een militair kamp en een hotel gestaan hebben.

### Middeleeuwen
Toen de Romeinen uit het gebied verdwenen bleef de Hoeksche Waard lang onbewoond. Ook de Romeinse dam viel in verval. Pas rond 800 na Christus ontstonden er weer dorpen. Ze waren vaak gebouwd op terpen, die hier hillen worden genoemd. Dat was om zo min mogelijk last te hebben van overstromingen, die vooral vanaf 1000 na Christus het gebied teisterden. Bij Maasdam zijn resten van een hille gevonden. De bewoners lieten onder meer een gesp, een mantelspeld, een rammelaar en een drinkbeker na. Rond 1270 werd de Romeins-Middeleeuwse Maas bij Maasdam opnieuw afgedamd, een zeer moeilijk werk voor die tijd. De rivierdelen van de Maas oostelijk van Maasdam en ten westen van Westmaas zijn na de afdamming door dichtslibbing vrijwel geheel verdwenen. De rivier werd ook afgedamd bij Heusden en er werd in de 14e eeuw een ringdijk aangelegd, waardoor de Grote Waard ontstond. Door de aanleg van de ringdijk werd de Strijense Waard ook verbonden met de Tiesselingswaard.
De ringdijk lag voor die tijd door de kom van de Binnenmaas, vanaf de Korenmolen rechtdoor naar de Hoeksedijk met een ingebouwde houten doorvaartsluis, met een wijdte van rond de twintig voet. Toen ontstond het nu nog bestaande Maasdam. Hier, bij de sluis, vestigden zich mensen voor het sluisverkeer, tolbewaarders, vissers die het viswater pachtten, en sluiswachters voor bediening van de sluis. Maasdam lag in de Tiesselingswaard, die onderdeel was van de Grote Waard. Het dorp lag in het baljuwschap Zuid-Holland, dat onderdeel was van het graafschap Holland.
In de dertiende eeuw werd dicht bij de plaats waar nu de weg de Kromme Elleboog loopt een groot kasteel gebouwd. De fundamenten van dit kasteel werden in 1957 ontdekt. De muren die nu nog overeind staan, zijn anderhalve meter dik en 1.70 meter hoog. Waarschijnlijk gaat het om het grootste kasteel uit het begin van de dertiende eeuw in Nederland. De noord- en zuidmuur staan ruim vijftig meter uit elkaar. Jaren is gedacht dat de resten van het kasteel Duyvestein waren. Uit recent onderzoek is gebleken dat het kasteel vermoedelijk de Heren van Weede toebehoorde. Het ambacht Weede is tijdens de Sint-Elisabethsvloed in de golven verdwenen.
Maasdam en zijn contreien werden, inclusief het kasteel, grotendeels vernietigd gedurende de tweede Sint-Elisabethsvloed, hoewel de belangrijkste dijk in Maasdam evenals de nederzetting en polder van Sint Anthoniepolder en de nederzetting van Cillaarshoek de vloed hebben doorstaan.

### Na de Sint-Elisabethsvloed
Het landschap van de Grote Waard was door de vloed erg veranderd en een groot deel van de voormalige waard stond onder water. Ook de dam was vernietigd. Na de stormramp kwam een nieuwe afdamming  tot stand, nu Dorpsstraat genoemd.

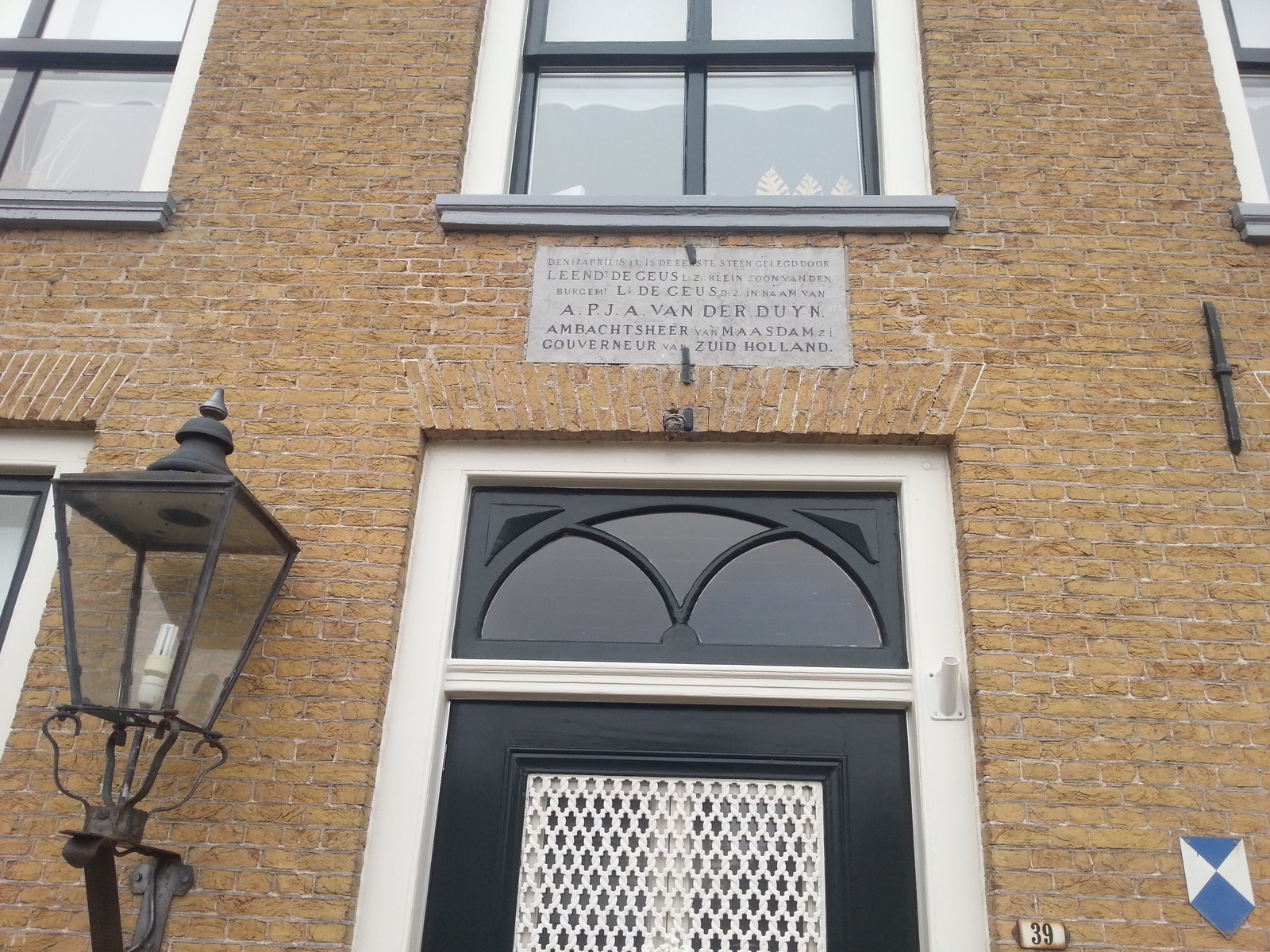
De steen boven de voordeur van de Pastorie in Maasdam die de legging van de eerste steen beschrijft

In het jaar 1426, kort na de vloed, gaf Filips III van Bourgondië aan de eerste ambachtsheer Jan Nemerij een gunstbrief tot het doen herrijzen van Maasdam. In de eeuwen hierna kregen de Hoeksche Waard en het gebied rond Maasdam hun huidige vorm door inpoldering. Het ambacht bleef tot aan 1497 van de familie Nemerij; nadat het in vele andere handen was overgegaan kwam het in 1726 in het bezit van de familie Van der Duyn. Dit was de laatste familie die het ambacht hield.
Op de Pastorie van Maasdam, nabij de kerk, prijkt nog de naam Van der Duyn. Uit naam van ambachtsheer Adam Francois Jules Armand van der Duyn legde de kleinzoon van burgemeester Leendert de Geus daar op 17 april 1811 de eerste steen.
De laatste ambachtsheer van Maasdam, Frans Adam van der Duyn van Maasdam, was een van de drie edellieden die na de overwinning op het Eerste Franse Keizerrijk door Pruisische en Russische soldaten in 1813 een tijdelijke overheid vormden, het Driemanschap van 1813, dat het Soeverein Vorstendom der Verenigde Nederlanden uitriep. Willem I der Nederlanden werd uitgenodigd om terug te keren uit zijn ballingschap in Engeland en de soevereiniteit van het koninkrijk op zich te nemen.

### De buitenplaats "Maas en Veldlust"

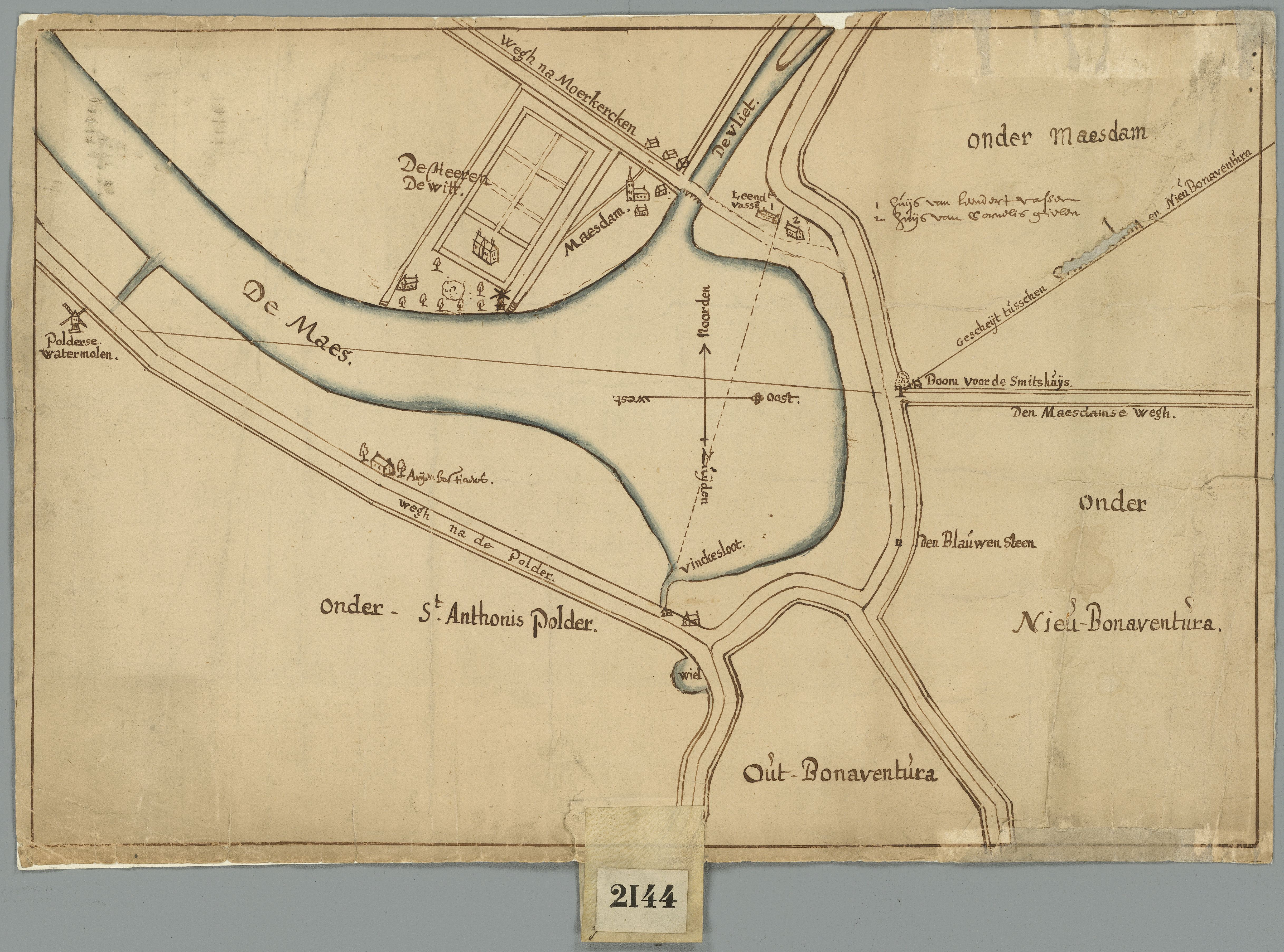
Op deze kaart uit omstreeks 1750 is de buitenplaats die in het bezit was van 'De Heeren De Witt' te zien

Na 1421 breidde de plaats Maasdam langzaam uit. In de 17e eeuw werd een buitenplaats aangelegd waar de familie De Witt uit Dordrecht verblijf nam. Na de moord op de gebroeders Johan en Cornelis de Witt in het rampjaar 1672 kwamen de zoons van Cornelis in het bezit van de buitenplaats.
Omstreeks 1750 telde de gemeente 70 huizen en gebouwen, waaronder in het bijzonder genoemd wordt de buitenplaats "Maas en Veldlust". Ze is omstreeks 1825 afgebroken; de omringende tuinen zijn in bouwland veranderd. In de jaren na 1960 werd op deze grond de nieuwbouw van Maasdam aangevangen.

### Bestuur en ontwikkeling
Van 1812 tot 1984 was Maasdam de naam van de lokale gemeente. Deze gemeente bestond uit het dorp Maasdam en de omliggende dorpen Cillaarshoek en Sint-Anthoniepolder. Vanaf 1984 was Maasdam een deel van de gemeente Binnenmaas. Sinds 2019 is Maasdam deel van de toen gevormde gemeente Hoeksche Waard.
Rond 1970 bereidde het dorp Maasdam zich uit. Tot die tijd bestond het dorp slechts uit de dijk die de Binnenmaas omringde. Circa 1968 werden de wijken Driemanschap en de Bomenbuurt gebouwd en rond 1980 de Rivierenbuurt en de Vogelbuurt. In 1999 werd De Heul gebouwd en in 2009 volgde het Hof van Weede.

## Afbeeldingen

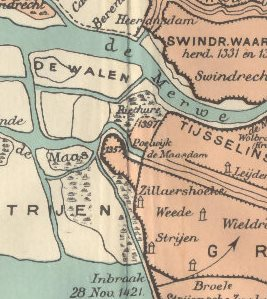
Contreien van Maasdam in 1421, net voor de tweede Sint-Elisabethsvloed.
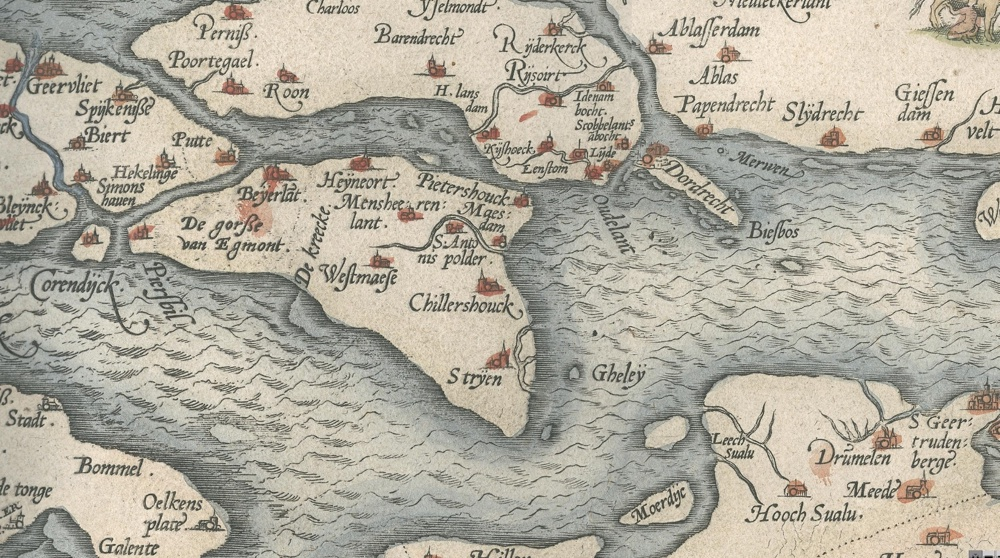
De Hoeksche Waard in 1571, deels weer ingepolderd.
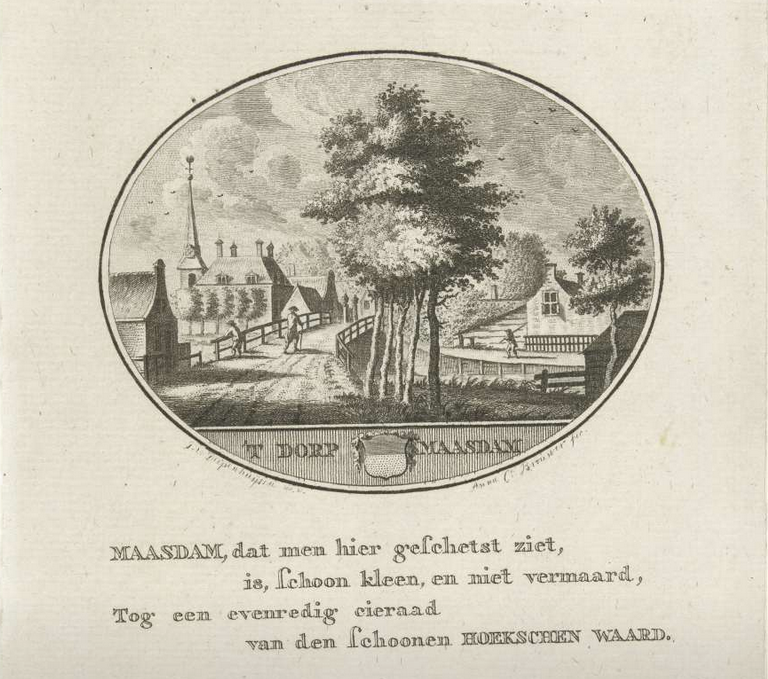
Gezicht op het dorp eind 18e eeuw door Anna Catharina Brouwer.
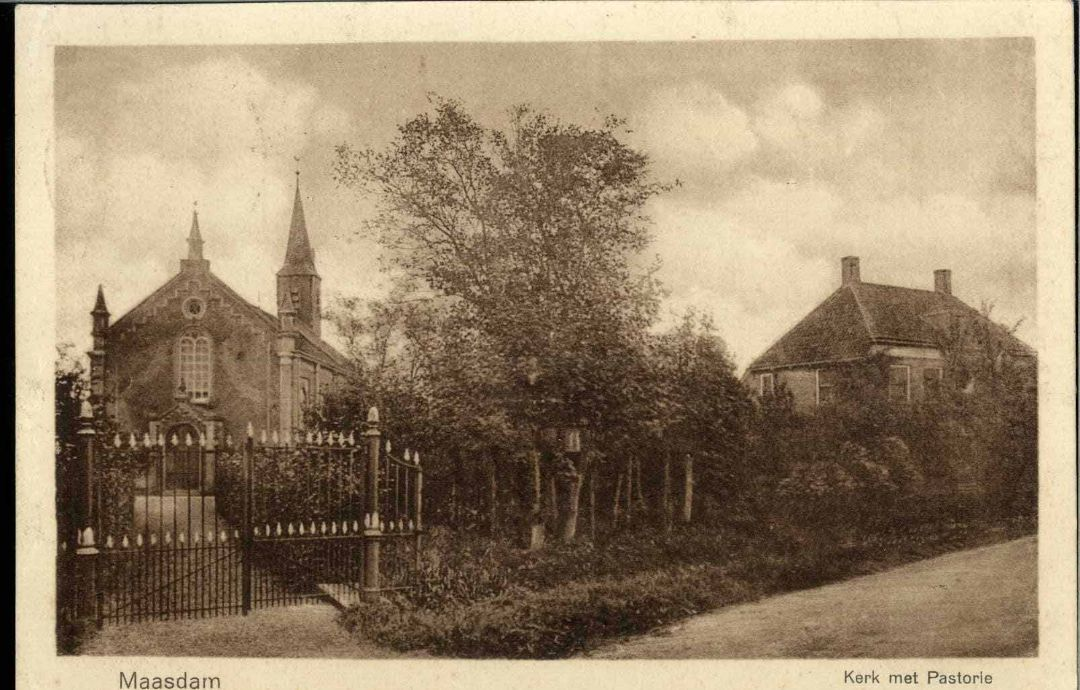
Ansichtkaart met kerk en pastorie.
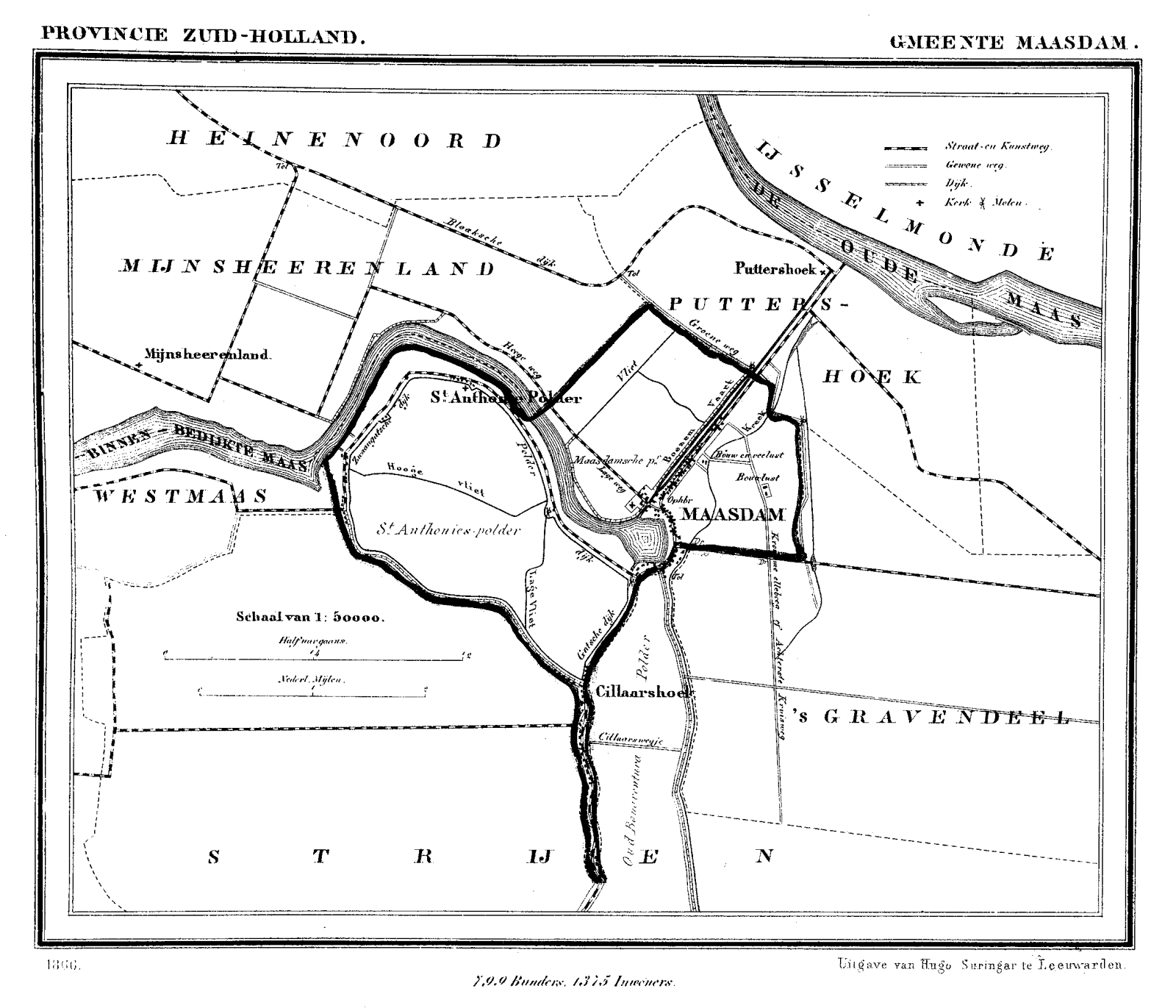
Maasdam en omgeving in ca. 1870.

## Kenmerken

### Economie
Maasdam is een dijkdorp, het kent geen echt centrum. Er zijn een aantal horecagelegenheden, een bakker en een buurtsupermarkt. In Maasdam staat de grootste Nederlandse FrieslandCampina-fabriek.

### Scholen
De basisschool van Maasdam is IKC de Pijler.

### Sport
De dorpelingen hebben de beschikking over een sportzaal.

### Openbaar vervoer
Er zijn vier bushaltes.

### Monumenten
- Lijst van rijksmonumenten in Maasdam
- Lijst van gemeentelijke monumenten in Maasdam

## Geboren in Maasdam
- Kees Verkerk (28 oktober 1942), schaatser

## Jumelage
- Mossautal was tot begin 2019 een jumelage van Maasdam en de gemeente Binnenmaas, maar vanwege de herindeling van de gemeentes in de Hoeksche Waard is de internationale band verbroken.[10]

## Trivia
- Op 7 november 2007 bracht koningin Beatrix een bezoek aan de Hoeksche Waard, waarbij ze ook de FrieslandCampina-fabriek in Maasdam bezocht.
- Het gemeentehuis van de gemeente Binnenmaas stond voor de herindeling in Maasdam. Na de herindeling werd het gemeentehuis een servicepunt van de nieuwe gemeente Hoeksche Waard.[11]

## Afbeeldingen

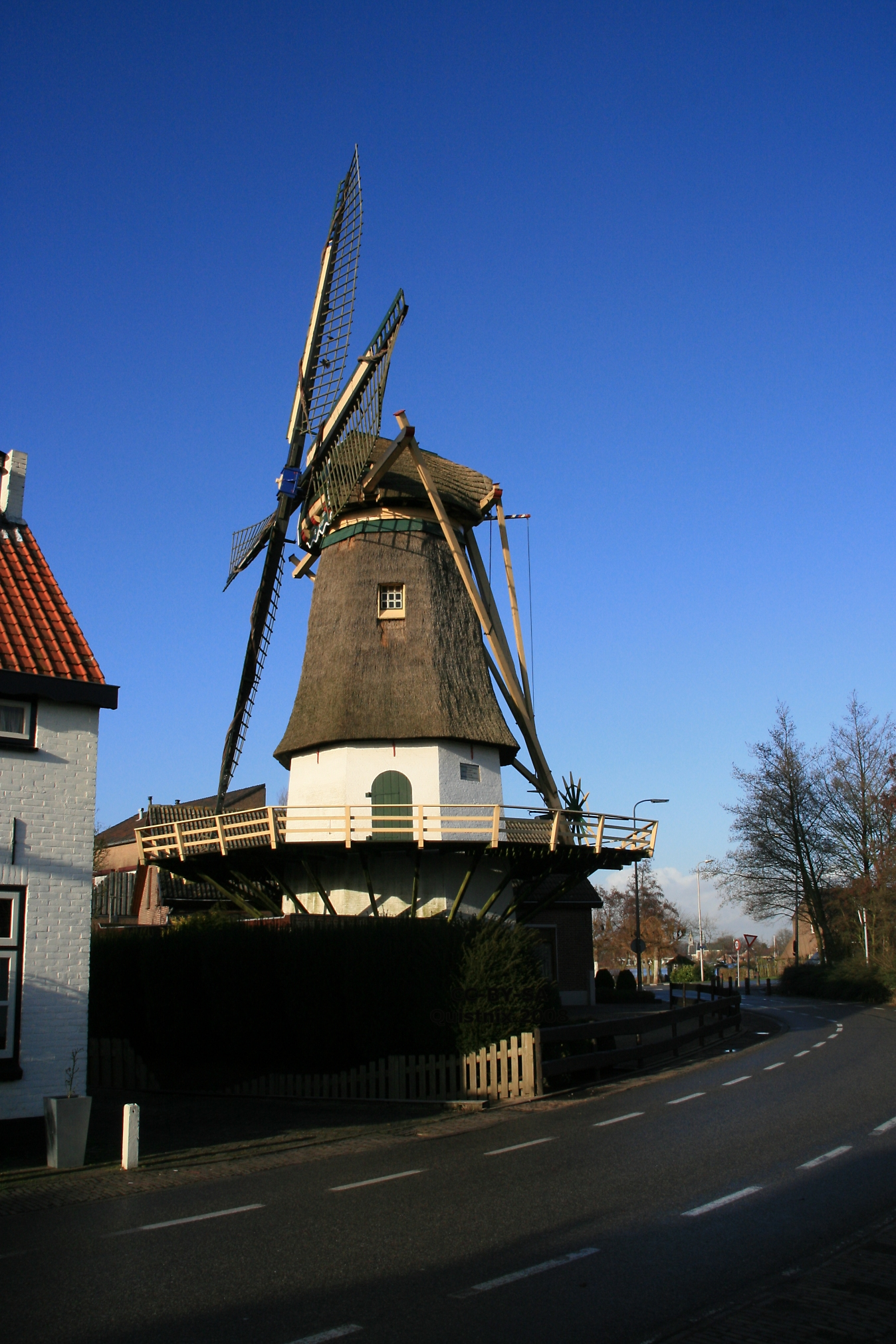
Korenmolen "De Hoop"
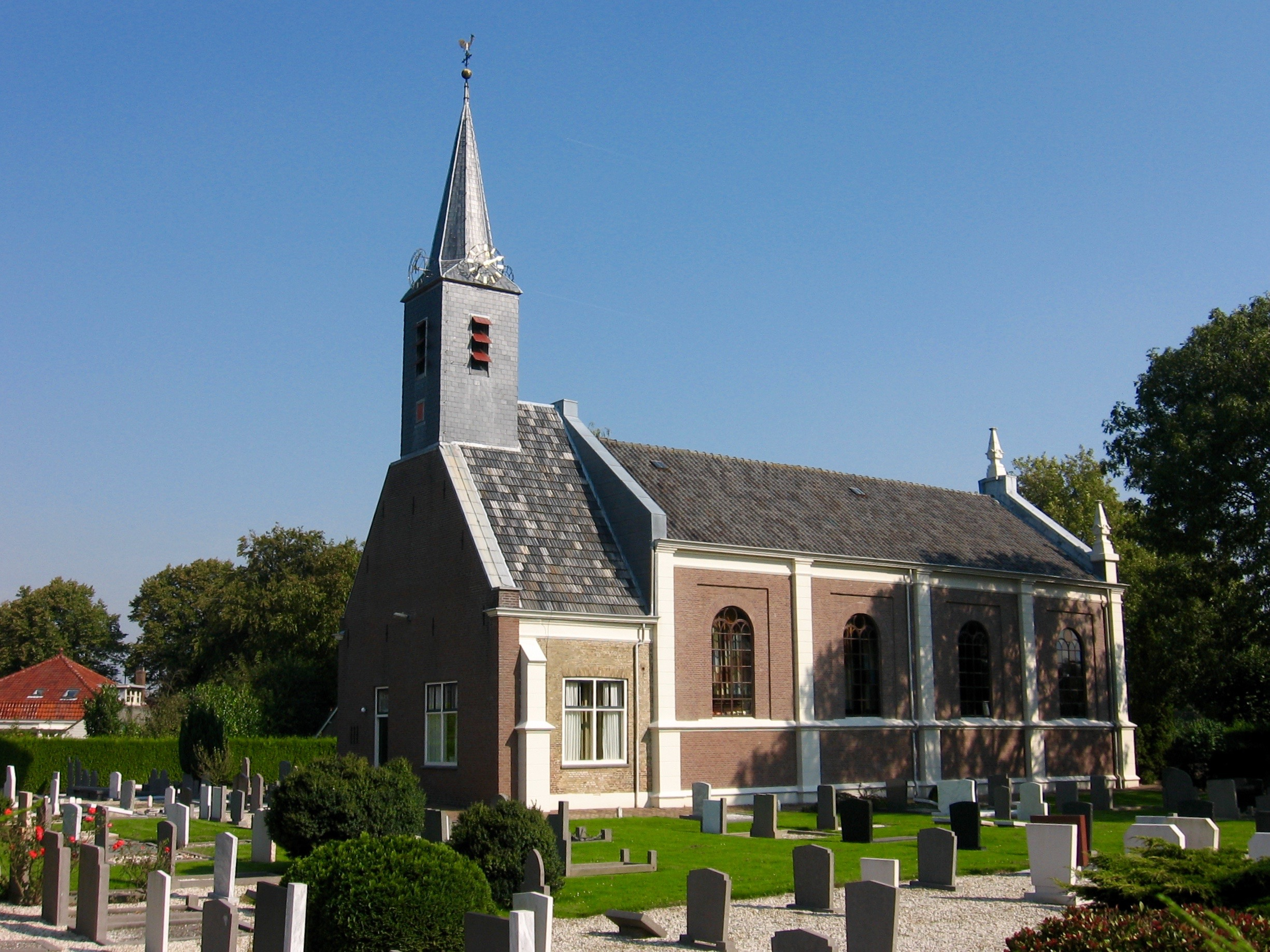
Kerk
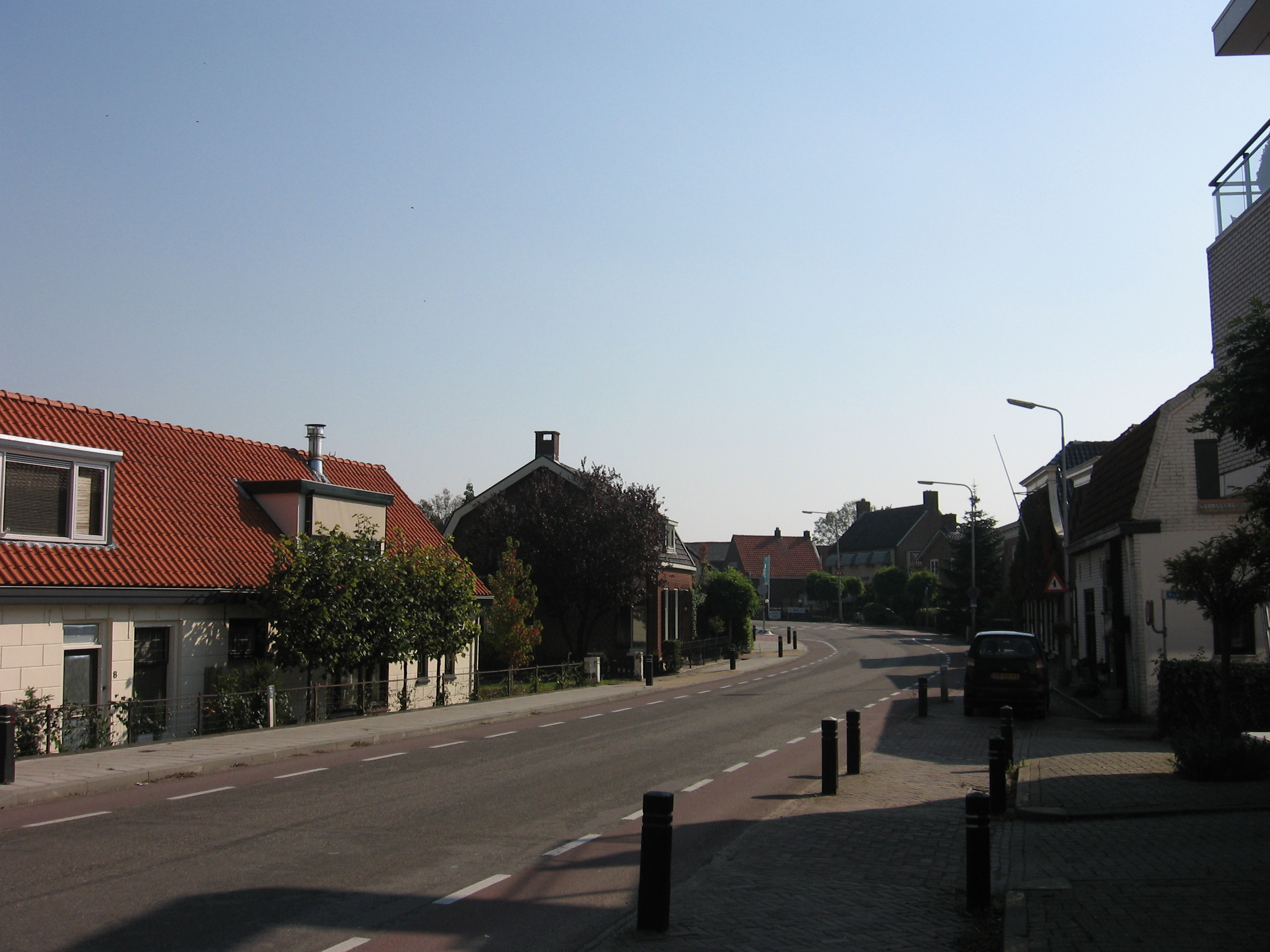
Raadhuisstraat
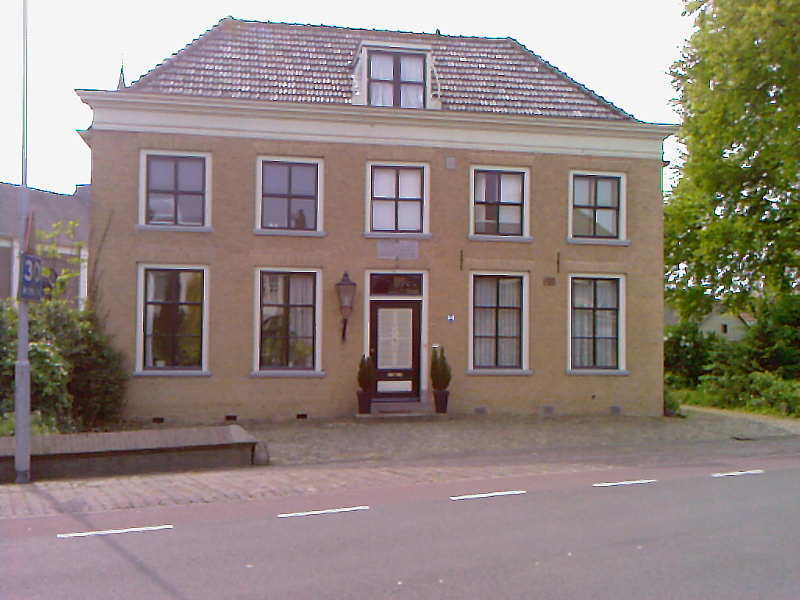
Pastorie